# 承认及执行外国仲裁裁决公约
《承认及执行外国仲裁裁决公约》，即《纽约公约》，全文共15条，于1958年6月10日订于纽约，1959年6月7日生效。为国际商事领域的重要的争议解决公约。

## 意义
。

## 加入国家及组织
丹麦、法国、希腊、罗马教廷、美国、奥地利、比利时、联邦德国、爱尔兰、日本、卢森堡、荷兰、瑞士、英国、挪威、澳大利亚、芬兰、新西兰、圣马利诺、西班牙、意大利、加拿大、瑞典、民主德国、匈牙利、波兰、罗马尼亚、南斯拉夫、保加利亚、捷克斯洛伐克、苏联、苏联白俄罗斯共和国、苏联乌克兰共和国、博茨瓦纳、中非共和国、中华人民共和国、古巴、塞浦路斯、厄瓜多尔、印度、印度尼西亚、马达加斯加、尼日利亚、菲律宾、特立尼达和多巴哥、突尼斯、危地马拉、韩国、摩纳哥、科威特、摩洛哥、坦桑尼亚、贝宁、智利、哥伦比亚、民主柬埔寨、埃及、加纳、以色列、约旦、墨西哥、尼日尔、南非、斯里兰卡、叙利亚、泰国、乌拉圭、吉布提、海地、巴拿马、马来西亚、新加坡